# Batalla de Iscuandé
La batalla de Iscuandé fue la primera batalla naval en el marco de las guerras de independencia de Colombia. Los hechos ocurrieron entre la noche del 28 y la madrugada del 29 de enero de 1812, en la localidad de La Rodea, en Iscuandé. El resultado de la batalla fue una victoria confederada sobre los españoles lo que permitió la liberación de la costa pacifica neogranadina.

## Antecedentes
Tras la victoria patriota en la Batalla del Bajo Palacé, el gobernador de la provincia de Popayán, el coronel Miguel Tacón, fue forzado a replegarse hacia la realista Pasto. Los patriotas entraron en Popayán el 2 de abril y trasladaron la junta de Cali a esa ciudad, lo que posteriormente daría lugar a la creación formal de las Ciudades Confederadas del Valle del Cauca.
Los patriotas continuaron en campaña contra los realistas, con el presidente Joaquín Caycedo y Cuero al mando, logrando tomar Pasto meses después. El gobernador Tacón fue forzado a replegarse a la costa del Pacífico, donde estableció su base de operaciones en la ciudad costera de Barbacoas. Desde allí, se comunico con el gobernador de Guayaquil y al virrey de Lima y, sobre su plan que consistía en levantar milicias en Barbacoas y Tumaco, y sublevar a los esclavos de las minas de Guapi y Timbiquí y con los auxilios en armas que esperaba encontrar en el puerto, constituir la fuerza capaz de tomar a Buenaventura y dominar así toda la costa para luego, con tropas de Lima, volver al interior, ya sea a Pasto o a Cali. El gobernador de Guayaquil y al virrey del Perú, le brindaron apoyo. Tacon destino fondos para la compra de armas y municiones. El gobernador de Guayaquil le proporciono una cañonera, este respaldo se financió con los recursos que Tacón había retirado de Popayán antes de la derrota en el Bajo Palace, los cuales fueron enviados a Guayaquil y Lima, alcanzando una cifra total de setenta mil pesos en oro, tanto en polvo como en barras.
En el ámbito militar, Tacón organizó grupos armados para hostigar continuamente a los patriotas. Además, se estableció un destacamento entre Chucunez y El Guabo, bajo el mando del teniente Fernando de Angulo, con el propósito de ejercer presión sobre la provincia de Los Pastos. Al enterarse de que en la bahía de Buenaventura los patriotas de Cali estaban construyendo embarcaciones, se enviaron dos bergantines mercantes equipados con artillería junto con soldados. Estos soldados incluían un destacamento de 30 hombres bajo el mando del teniente de Micay, con la misión de realizar incursiones en los ríos Dagua y San Juan. Adicionalmente, se desplegó un grupo de milicianos río Patía arriba, con el objetivo de desviar la atención de los republicanos.
Tacón también desplegó una expedición por tierra y mar, compuesta por un pequeño barco con dos cañones y 30 fusileros, con el objetivo de tomar la ciudad de Iscuandé. Los habitantes de la zona, preocupados por la amenaza que representaba Tacón, enviaron a don Manuel Olaya, un minero y vecino de la región, a pedir auxilio al gobierno patriota en Popayán

### Fuerzas Patriotas
El gobierno patriota de Popayán, temeroso de que los realistas pudieran apoderarse de toda la costa, ordenó un reclutamiento con el fin de enviar una fuerza a Iscuandé para impedirlo. Este reclutamiento se realizó principalmente en Cali, donde se llegó a juntar una fuerza de 90 fusileros y alrededor de 100 lanceros a pie. Esta fuerza fue puesto al mando del capitán José Ignacio Rodríguez, conocido como el Mosca.Esta fuerza partió de Cali poco después tomando la vía al puerto de Buenaventura, la flota vallecaucana estaba a penas constituida por unas pequeñas barcas, y de armamento tenían cuatro cañones viejos, de los cuales sólo uno, estaba en condiciones de disparar. Poco después partieron del puerto, donde arribó el capitán Rodríguez y su pequeña flota sucesivamente a las poblaciones de Guapi y a Iscuandé. El viaje había ocurrido sin ninguna novedad según Rodríguez quien en una carta dijo que no encontró "sino profundo silencio interrumpido por una u otra voz amenazadora que en su tránsito hacia Tumaco, por donde se retiraba, iban dejando regadas el sargento mayor Rodríguez y Valverde". 

### Fuerzas Realistas
Mientras tanto, el coronel Tacón se había trasladado de Barbacoas a Tumaco, lugar donde se encontraban sus fuerzas. La flota española estaba compuesta por el bergantín San Antonio, alias El Morreño, y una lancha cañonera, La Justicia, que Tacón había recibido de Lima y Guayaquil. Además, contaban con dos falcas, dos ceibos y varias lanchas, junto con otras embarcaciones que, en conjunto, conformaban una pequeña pero eficiente escuadra, suficiente para controlar la costa del Pacífico desde Buenaventura hasta Guayaquil. Estos barcos estaban armados con un cañón de bronce de a 24 llamado el Invencible, otro de a 8 de hierro, dos violentos, dos pedreros de recámara, uno de a 4 reforzado, dos esmeriles y tres piezas más de distinto calibre. Aparte del componente naval, los realistas también contaban con 200 soldados. Sus oficiales incluian don Manuel Valverde, ayudante de Tacón ; el comandante Ramón Pardo; y el capitán pastuso José María Delgado y Polo. El 22 de enero de 1812, alzaron velas en dirección a Iscuandé. 

## Combate
El 28 de enero de 1812 llegó la escuadra española a la boca de río Iscuandé, por donde entraron y subieron hasta al estero de Tapaje, hacia donde ya venían los patriotas. Pero los patriotas al conocer la presencia de las tropas realistas, se replegaron  a la población de Iscuandé. El coronel Tacón comandaba a su escuadra desde la lancha cañonera Justicia, embarcación que comandaba el teniente de navío Ramón Pardo. La escuadra se colocó en frente de la población, a la que empezaron a bombardear, por la tarde respondido e retrogradaron para ir a fondear al abrigo de Sequionda. 
Esa noche del 28 de enero el comandante patriota efectuó, un reconocimiento a corta distancia de los buques enemigos, sobre los cuales disparó su trabuco, y regresó por la noche sin mayores informaciones porque la oscuridad de la noche le privó la visión total del enemigo.  

El día 29, los barcos descargaron sobre él andanada tras andanada sin hacerle daño. El capitán Rodríguez regresó al lado de su tropa, lleno de optimismo a disponer las cosas para morir o rendirse, pues vio que la lucha era completamente desigual. 
"Volví, ocultándole a toda la tropa la fuerza que había visto y antes diciéndoles que con el trabuco los había hecho retirar, y como mi tropa había oído el tiroteo, en efecto lo creyeron. En el momento nos embarcamos en nuestras falcas, y ya yo había dejado visto por dónde había de meter la fusilería, y metiéndola por allí, y poniendo la artillería al frente, se empezó el combate." 
La acción empezó a las 10 a. m., la escuadra de Tacón, adelantó hasta ponerse nuevamente al frente de la población. Su poder de fuego era aplastante comparada con el de los patriotas, 

A pesar de esto, el capitán Rodríguez en el parte que rindió de la acción a la junta de gobierno de Popayán, dijo que 
"mis soldados, estos caleños, digo, que jamás habían visto embarcaciones armadas en guerra, no se aterraron por la novedad, ni por el espantoso eco del cañón que corría bramando por los montes." 
La acción duró desde las 10 a. m. mañana hasta las 4 p. m. "en el día más claro y sereno que vio Iscuandé". Por cerca de seis horas los patriotas resistieron el bombardeo de la escuadra realista y respondieron con el fuego de su artillería con mucha valentía, con una culebrina y dos o tres cañones recompuestos, todos obsoletos, pero con magníficos tiradores, que les hizo much daño a los realistas.  Por la tarde los realistas aunque con un poder de fuego superior quedaron paralizado debido a la marea baja que les impidió salir al mar y los dejó paralizados en el agua. Además las disputas entre el coronel Tacón y el teniente de navío Ramón Pardo de como llevar a a cabo la acción dejaron a los realistas sin mando claro. Los patriotas, mientras tanto, al ver a su enemigo paralizado creían que era un ardid para atraerlos a bordo, pero tan pronto se dieron cuenta de la incapacidad de los realistas se lanzaron al abordaje.

Este momento fue narrado en el parte que escribió el coronel Tacón sobre el combate donde dijo lo siguiente:  
"Observada por los insurgentes, viendo que podían acercarse sin el riesgo de ser ofendidos, presentaron al frente de la lancha dos embarcaciones para atraer su atención y, cubiertos de los árboles de la orilla del norte, rompieron un vivo fuego de fusilería, que en las primeras descargas causó dos muertos y algunos heridos."
El abordaje de los patriotas puso en peligro la vida del coronel Tacón, quien se logró salvar gracias a la ayuda capitán José María Delgado, quien le proporcionó una canoa y quien se quedó atrás a disparar el cañón y cubrir la retirada de su comandante. Desafortunadamente para el jefe
realista, la canoa se anegó, por lo cual se vio obligado a trasladarse a la barquilla de la lancha, tripulada por algunos marineros, y huyeron a Tumaco mientras eran perseguidos por algunos patriotas. 

## Consecuencias
Al terminar la acción los realistas sufrieron 80 bajas entre muertos, heridos, y desaparecidos con un número grande de capturados que incluyeron el teniente de navío Ramón Pardo que había quedado herido de gravedad  en el combate. Los patriotas capturaron a lancha cañonera forrada en cobre. Que el capitán Rodríguez estimaba que tenía un valor de 40.000 pesos, con el cañón de bronce de a 24, llamado El Invencible, y dos violentos de a dos, reforzados; el bergantín San Antonio, alias El Morreño, con su cañón de a ocho de fierro, y dos esmeriles; dos botes pequeños con dos pedreros de recámara de
a dos, reforzados cada bote; 80 fusiles, 20 pares de pistolas, once quintales de pólvora; y plomo y pertrechos embalados, en grande abundancia, y dos ceibos. 
Los patriotas por su parte sufrieron 12 muertos en la batalla y más de 15 heridos. La gran victoria que habían logrado los patriotas asombró hasta su propio comandante quien en una carta dirigido a su compañero de armas, el coronel José Díaz, la cerró con la siguiente frase  "No hay duda que aquí echó el resto mi Señor Jesucristo en protegernos." El historiador Sergio Elías Ortiz en su libro Agustín Agualongo y su tiempo  notó que la victoria había quedado inmortalizado en una marimba que recogió de los labios de un negro centenario que era oriundo de Iscuandé que cantaban las siguientes coplas:
 ¿Te acordá hermano, te acordá 

cuando vino el gran Tacón 

di que a tomarse a Icuandé 

con mucha gente y cañón?

Y dale, dale, nagunderé 

y dale, dale, con la marimba; 

y dale, dale con saundé 

y dale, dale con la cachimba 

Si me acuerdo, mano Juan

 que aquí Tacón se Jodió 

porque el río estaba bravo 

y el Riviel se lo tragó.

Y dale, dale nagunderé..

No fue el Riviel mano Pedro 

el que a Tacón se engulló 

sino la Moca Rodrigue 

que a bala lo destruyó.

Y dale, dale nagunderé....

Si fue el Riviel, mano Juan

 el que a Tacón se comió 

porque tenía que quitale 

las joyas que se robó.  
Las consecuencias de la victoria patriota en Iscuandé tuvo como resultado la libertad de toda la costa pacífica entre Tumaco y Buenaventura. Poco después Barbacoas se rindió y proclamó la independencia. La derrota había sido total para el coronel Tacón, quien huyó a Tumaco donde llegó el 2 de febrero, para luego salir a Guayaquil donde llegó el 27 de febrero para luego dirigirse al puerto de Callao en el Perú el 20 de marzo donde sirvió en el Ejército realista del Perú. 

## Conmemoración por el bicentenario de la batalla
El 29 de enero de 2012 se llevó a cabo una ceremonia conmemorativa en Santiago de Cali para homenajear a los héroes que participaron en la batalla y rescatar la memoria de la importancia de las fuerzas de las Ciudades Confederadas en la gesta libertadora. Durante la ceremonia se desveló una placa conmemorativa de la batalla junto al Monumento a la Mar.
La ceremonia fue organizada por el Comité del Bicentenario de la Independencia Vallecaucana y a la misma asistieron miembros de la Fuerza Naval del Pacífico, los entonces Gobernadores del Valle del Cauca Héctor Fabio Useche, y Nariño Raúl Delgado, y otras autoridades militares y civiles. Al mismo tiempo en Iscuandé se llevó a cabo un desfile náutico y actos culturales para recordar la hazaña.